# International Medical Cooperation Committee
International Medical Cooperation Committee (IMCC) er en non-profit frivillig ungdomsorganisation for studerende der har interesse for sundhed, stiftet i 1950. Foreningen er anerkendt som NGO og beskæftiger sig med frivilligt arbejde inden for udviklingsarbejde, undervisning og oplysning, samfund og debat, samt udveksling og klinikophold både nationalt og internationalt.
IMCC har over 1800 medlemmer[kilde mangler] (pr. 1. marts 2017) på nationalt plan og i øjeblikket er der over 30 aktive projekter.
IMCC er grundlagt på baggrund af ønsket om at udvikle dets medlemmer, hvilket lige siden grundlæggelsen har været fundamentet i hele foreningens arbejde. Denne udvikling har i særdeleshed været forankret i de mange udvekslingsaktiviteter i IMCC. Erik Holst, IMCC's første formand, har sidenhen udtalt:
”Da jeg afsluttede studiet i 1956, havde over halvdelen af en årgang medicinstuderende været på en eller anden form for faglig udveksling ved et andet europæisk universitet organiseret af IMCC.”
I IMCC er der en række udvalg og kompetenceudviklende instanser. Eksempelvis er Trænergruppen til for at afholde workshops og give sparring til medlemmerne ift. bl.a. den enkeltes personlige- og kompetenceudvikling og udvikling af de enkelte projekter i diverse henseende. Herudover har IMCC haft som central aktivitet at en gruppe medlemmer arrangerede Forårsseminaret, et fire-dages seminar, hvor op til 100 medlemmer kan fordybe sig i linje- og valgfag, som både kan have fokus på medlemmets personlige udvikling, men også hvordan man får sit projekt ud over rampen. I relation til alle de internationale muligheder IMCC tilbyder dens medlemmer, har IMCC's Internationale Udvalg (IU) til formål at oplyse medlemmerne om disse, og samtidigt holde foredrag om Global Health og arbejde med emner relateret til IFMSA. Herudover samarbejder IU med IMCC’s aktiviteter omkring deres internationale engagement.
IMCC er medlem af Dansk Ungdoms Fællesråd (DUF) i fællesskabet for udvekslingsorganisationer (SAFU).
IMCC er medlem af verdensorganisationen af lægestuderende, International Federation of Medical Students Association (IFMSA), som rummer 136 nationale og lokale organisationer fordelt over 127 lande og seks kontinenter (2018). Blandt andet igennem IMCC aktiviteten Exchange tager mange medlemmer fra forskellige medlemsorganisationer i IFMSA på udveksling til Danmark. Ligeledes sender Exchange danske medicinstuderende på udveksling til flere forskellige lande i Europa.
I 2015 blev interessefællesskabet Samfund og Debat etableret, hvor flere IMCC projekter hører ind, da foreningen i senere år har ønsket at udøve fortaler virksomhed i relation til sundhedsrelaterede emner, som optager samfundet som sådan. Flere projekter i IMCC har oparbejdet stor viden igennem årene indenfor specifikke sundhedsrelaterede temaer, hvorfor foreningen bl.a. har fokus på synlighed i samfundet i den indeværende strategi.

## Historie
Foreningen IMCC blev stiftet den 1. oktober 1950 af en mindre gruppe medicinstuderende og var på daværende tidspunkt underlagt de medicinske studenterråd i København og Århus. Arbejdet antog dog efterhånden en sådan størrelse, at man fandt det rigtigt at stifte en særskilt institution, De Lægevidenskabelige Studenterråds Internationale Fællesudvalg, som på engelsk blev til International Medical Cooperation Committee.
I sommeren 1950 afholdte IMCC foreningens første udvekslingsaktivitet: Dissektionsturen, som derved sammen med IMCC Uland er et de ældste stadigt aktive projekter.
Fra 1. januar 2009 er foreningen overgået fra kollektivt medlemskab (baseret på lokalafdelinger) til individuelt medlemskab, hvor medlemmer af IMCC skal melde sig aktivt ind i organisationen og betale et kontingent. I 2011 arrangerede IMCC det årlige IFMSA August meeting, som blev holdt d. 1. til 7. august 2011 på Ørestad Gymnasium, hvor Kronprinsesse Mary var protektor. IMCC har sidenhen været vært for bl.a. EuRegMe 2015 i Aalborg.
Igennem de seneste år har foreningen åbnet sig op for andre studieretninger end medicin og har således i dag medlemmer indenfor andre studieretninger såsom medicin med industriel specialisering, sygepleje, folkesundhedsvidenskab, psykologi og statskundskab m.fl.
I 2015 vedtog IMCC's generalforsamling enstemmigt en treårig strategi "Strategi 2016-2018", med titlen Fællesskab om synlighed og kvalitet, samtidigt angiver navnet de 3 nye fokusområder.
Med udgangspunkt i IMCC's vision, mission og værdier er strategien funderet i foreningens udvikling af det enkelte medlem i et større fællesskab, for at skabe en retfærdig verden, hvor alle har lige adgang til sundhedsydelser og er fysisk, mentalt og socialt velbefindende.

## Lokalafdelinger
IMCC har lokalafdelinger i København, Aarhus, Odense, Aalborg, Esbjerg og Roskilde med lokalbestyrelser, som på nationalt plan ledes af en landsbestyrelse. Daglig drift og organisering af lokalafdelingerne varetages af lokalbestyrelsen, som vælges ved en årlig generalforsamling. Lokalbestyrelserne afholder ligeledes kompetenceudviklende arrangementer bl.a. med hjælp fra IMCC's Trænergruppe, som består af garvede IMCC'ere som videreformidler kompetencer og læring og afholder workshop og træninger.

## Projekter

### Udveksling og klinikophold
- Dissektionstur – Årligt kursus i anatomi og dissektion i Brno, Tjekkiet i samarbejde med Masaryk Universitet.
- Nordisk Præklinik – Prækliniske ophold i Danmark og på Færøerne
- IMCC Grønland – Klinikophold i Grønland for lægestuderende
- Exchange – Klinikophold imellem IFMSA medlemslande for lægestuderende
- Research Exchange – Forskningsophold imellem IFMSA medlemslande
- Praktikant i Troperne – Klinikophold i tropiske områder af minimum tre måneders varighed

### Udviklings- og hjælpearbejde
- IMCC Uland – Danida-finansierede sundhedsprojekter i udviklingslande i Sydamerika og Afrika. Kenya gruppen arbejder med MSAKE (Medical Students' Association of Kenya), gruppen i Etiopien arbejder sammen med EMSA (Ethiopian Medical Students Association) og gruppen i Ghana arbejder sammen med GCNH (Ghana Coalition of NGOs in Health).
- 3om1 – Finder sponsorer til skolebørn i en forstad til Kolkata (tidligere Calcutta), Indien
- Ashipti Denmark – Ashipti Denmark laver udviklingsarbejde i Uganda. I samarbejde med FUMSA (foreningen af Ugandiske medicinstuderende) fremmer de sundheden i Uganda inden for rammerne af bæredygtigt udviklingsarbejde.
- IMCC FAIR – First Aid Initiative Rwanda – har vi et ønske om at reducere dødeligheden i trafikken i Rwanda. Aktiviteten arbejder med at udbrede kendskabet til trafiksikkerhed og førstehjælp blandt skolebørn i Kigali. Projektet er i samarbejde med studenterorganisation Healthy People Rwanda (HPR).
- IMUNZI – Projektet har fokus på HIV-problematikken i Zimbabwe. IMUNZI arbejde på at styrke de lokale unges viden om HIV og andre seksuelt overførte sygdomme. IMUNZI arbejder sammen med to lokale partnerorganisationer, hhv. velgørenhedsorganisationen UNICA, samt foreningen for zimbabwiske medicinstuderende (ZIMSA)
- IMCC Rwanda – Arbejder med sundhedsfremme og sundhedsoplysning i Rwanda i samarbejde med MEDSAR (Medical Students Association of Rwanda).
- IMCC Nepal – Arbejder med oplysning i Danmark og undervisning i førstehjælp og primær sundhed i Nepal. Projektet er i samarbejde med PSRN-SC (foreningen for nepalesiske medicinstuderende).
- TAMIDA – (tidligere IMCC DanZania) er et partnerprojekt mellem IMCC og Tanzanian Medical Students’ Association (TAMSA). TAMIDA arbejder med seksualoplysning og kapacitetsopbygning i Tanzania.
- IMCC Palestine – Arbejder med undervisning, klinikophold og hjælpearbejde i Palæstina. IMCC Palestine arbejder med sundhedsproblematikker i Palæstina gennem kapacitetsopbygning af unge Palæstinensere i samarbejder med de palæstinensiske medicinstuderende og foreningen Shahid.
- FrontCare - Har visionen: at forbedre primærsektoren i udviklingslande. I øjeblikket er et projekt ved at starte op i Nepal, med henblik på efteruddannelse af FCHV.

### Undervisning og oplysning
- Bamsehospitalet – Behandling af nødlidende bamser og en introduktion til sundhedsvæsnet for børn, til tider i samarbejde med Københavns Brandvæsen og de danske hospitalsklovne.
- Donaid – Oplysning omkring organdonation i Danmark
- ens.sundhed – ens.sundhed er en aktivitet med nydanskere og flygtninge i fokus med henblik på en bedre forståelse for hinandens opfattelser af sygdom om sundhed.
- Førstehjælp For Folkeskoler – Underviser folkeskoleelever i førstehjælp
- Sexekspressen – Tilbyder seksualundervisning til folkeskoleelever
- KostMo – KostMo bidrager til sundhedsfremmende arbejde igennem undervisning i kost og motion af folkeskoleelever i gruppen 7-9 klasse.
- IMCC Women Deliver – IMCC Women Deliver er en aktivitet som ønsker at fremme interesse, engagement og forståelse for ligestilling, kønsroller og kvinders manglende rettigheder.
- Sexinuk – IMCC-SexInuk er et frivilligt seksualundervisningsprojekt, hvor formålet er at skabe større forståelse og åbenhed omkring seksuel sundhed i Grønland.
- PsykOBS – Formålet med PsykOBS er at bryde tabuet og tavsheden omkring det at have en psykisk lidelse. PsykOBS er et undervisningstilbud for gymnasieelever.

### Samfund og debat
- Cogita - Cogita arbejder for at skabe et forum, hvor studerende med interesse for medicinsk etiske problemstillinger gives mulighed for faglig fordybelse, refleksion og diskussion.
- IMCC Integreret Sundhed – Oplyser om komplementær og integreret medicin, forskning indenfor feltet, og andre traditioner end den sundhedsvidenskabelige, der berører emnet sundhed og sygdom.
- SUNDdag – Sygdomsforebyggelse blandt den almene befolkning i Aarhus.
- Public Health Initiatives (PHI) - sætter fokus på sundhed og samfund ved at afholde oplysnings- og debatarrangementer.
- Universities Allied for Essential Medicines (UAEM) - UAEM-DK (Universities Allied for Essential Medicines) er en international studenterorganisation, der arbejder for lige adgang til livsnødvendig medicin.
- NorWHO - NorWHO er en simulation af et WHO-år samt WHA (World Health Assembly), som afholdes af WHO (World Health Organisation).

### I samarbejde med Københavns Universitet
IMCC samarbejder desuden med Københavns Universitet om at lave kurser i sommerperioden:
- Summerschool in International Health – (Tidligere kendt som Tropemedicinkurset)
- Summerschool in Global Health Challenges

## Tidligere formænd for IMCC
- 2019: Julie Lauritzen
- 2018: Torsten Vinding Merinder[14]
- 2017: Sarah Chehri[14]
- 2016: Sarah Chehri[14]
- 2015: David Gryesten Jensen[14]
- 2014: Jesper Mølgaard[14]
- 2013: Patricia Fruelund[14]
- 2012: Steen Kåre Fagerberg[14]
- 2011: Anna Sofie K Hansen[14]
- 2010: Troels Græsholt-Knudsen[14]
- 2009: Troels Græsholt-Knudsen[14]
- 2008: Søren Uhre[14]
- 2007: Søren Uhre[14]
- 2006: Christian Pinkowsky[14]